# Beauregard-l'Évêque
Beauregard-l'Évêque är en kommun i departementet Puy-de-Dôme i regionen Auvergne-Rhône-Alpes i centrala Frankrike. Kommunen ligger i kantonen Vertaizon som tillhör arrondissementet Clermont-Ferrand. År 2022 hade Beauregard-l'Évêque 1 584 invånare.

## Befolkningsutveckling
Antalet invånare i kommunen Beauregard-l'Évêque
| Referens: INSEE |